# 大通寺 (百済)
大通寺（だいつうじ、朝鮮語: 대통사）は、大通元年（527年）に中国南朝梁の武帝のために百済聖王が創建した国営寺院。中国南朝梁の年号である大通をとって大通寺と名づけた。現在の大韓民国忠清南道公州市に位置していた。

## 大通寺建立の由来
538年に百済は泗沘に遷都し、中央集権国家の完成と中国南朝文化を直写した新都の造営を目指して南朝梁へ朝貢する。百済の梁への朝貢は、百済聖王代に、524年、534年、541年、549年の4度を記録しているが、注目されるのは、541年の朝貢であり、『梁書』には「累りに使を遣して万物を献じ、並に涅槃などの経義、毛詩博士（「毛詩博士」とは『詩経』の学者）、並に工匠、画師などを請ふ。勅して並に之を給ふ」とあり、百済の南朝梁への朝貢が、仏教・儒教をはじめとする南朝文化の総合的摂取を目指していた。また、別史料では、百済は梁に「講礼博士」すなわち『礼記』の学者の派遣をも要請しており、百済は梁に対して「五経博士」の派遣を要請していた。武帝の仏教思想の中心は、般若経と涅槃経であるが、武帝が深く傾倒したのは涅槃仏性の学説であり、それは、中国江南で盛んだった涅槃学派の影響をうけている。529年の2回目の武帝の捨身では、同泰寺において親しく涅槃経を講じたといい、これらを鑑みると、百済が「涅槃等の経義」の下賜を申請したことは、南朝仏教の動向を的確に把握、武帝の思想をみきわめた措置である。それは、百済の首都に寺院を建立し、梁の年号をとって大通寺と名づけたことと共通する、百済聖王の事大主義を感じ取ることができる。

## 大通寺の特徴
大通寺跡から出土した「大通寺式」軒丸瓦の成立と展開の過程では、中国南朝系造瓦技術の伝播の様相を垣間みることができる。「大通寺式」軒丸瓦は、中国南朝梁から新たに導入された瓦当文様、製作技術によって成立したものであり、百済の泗沘遷都にともなう仏教寺院をはじめとした諸施設の造営を契機に、中国南朝梁の造瓦技術が導入された。中国南朝梁を起源とする造瓦技術によって生産された「大通寺式」軒丸瓦は、その後、百済において中心的な瓦当文様、製作技術として展開する。中国南朝梁から百済に新たな造瓦技術が伝えられ、その中国南朝梁の技術が百済の瓦博士によって日本に伝えられた。